# Méjannes-lès-Alès
Méjannes-lès-Alès è un comune francese di 1 110 abitanti situato nel dipartimento del Gard, nella regione dell'Occitania.

## Società

### Evoluzione demografica
Abitanti censiti